# 慕容复 (吐谷浑)
慕容复（?—798年/799年），唐朝吐谷浑族首领，世系不详。慕容兆于唐玄宗开元26年（738年）左右，袭位乌地也拔勒豆可汗。安史之乱爆发后，安乐州被吐蕃占领，吐谷浑迁移到朔方、河东。唐德宗贞元14年（798年）11月，以朔方灵州同节度副使、左金吾卫大将军同正、兼太常卿慕容复袭封长乐州都督府都督、青海国王、乌地也拔勒豆可汗，不久慕容复去世，慕容氏封嗣遂绝。